# Cantonul Mézières-sur-Issoire
Cantonul Mézières-sur-Issoire este un canton din arondismentul Bellac, departamentul Haute-Vienne, regiunea Limousin, Franța.

## Comune
| Comune                 | Populație (1999) | Cod poștal | Cod INSEE |
| ---------------------- | ---------------- | ---------- | --------- |
| Bussière-Boffy         | 357              | 87330      | 87026     |
| Bussière-Poitevine     | 928              | 87320      | 87028     |
| Gajoubert              | 172              | 87330      | 87069     |
| Mézières-sur-Issoire   | 860              | 87330      | 87097     |
| Montrol-Sénard         | 246              | 87330      | 87100     |
| Mortemart              | 116              | 87330      | 87101     |
| Nouic                  | 526              | 87330      | 87108     |
| Saint-Barbant          | 363              | 87330      | 87136     |
| Saint-Martial-sur-Isop | 138              | 87330      | 87163     |